# Avraamij (Čurilin)
Avraamij (světským jménem: Adrian Alexejevič Čurilin; 1. září 1867, Morki – 12. ledna 1938, Archangelsk) byl ruský duchovní Ruské pravoslavné církve a biskup penzenský a saranský.

## Život
Narodil se 1. září 1867 ve vesnici Morki Kazaňské gubernie (dnes na území Marijska). Pokřtěn byl o dva dny později v místním chrámu Zjevení Páně.
Ve 14 letech byl poslán na výchovu do Ioannovského monastýru v Kazani a následující rok začal studovat na Kazaňském učitelském semináři. Od 15. srpna 1894 do 1. září 1895 působil jako učitel zpěvu na škole Bratrstva svatého Gurie při monastýru svatého archanděla Michaela v Kozmoděmjanském ujezdu.
Dne 1. září 1895 nastoupil na studium Synodálního učiliště církevního zpěvu v Moskvě. Současně studoval na konzervatoři. Poté až do 28. ledna 1900 pracoval jako učitel zpěvu na Charitoněvském učilišti a Dolgorukovském učilišti v Moskvě. Oženil se s Jekatěrinou Kondratěvnou.
Dne 11. března 1900 byl rukopoložen na diákona. Kvůli nedostatku míst začal působit jako psalomščik v katedrálním chrámu Zvěstování přesvaté Bohorodice v Kazani. Dne 7. června se stal psalomščikem v chrámu Seslání Ducha svatého.
Dne 14. září byl ustanoven protodiákonem v monastýru Proměnění Páně v Kazani a od 1. listopadu působil ve Feodorovském ženském monastýru.
Od 27. července 1901 sloužil v chrámu Povýšení svatého Kříže při Kazaňské univerzitě a od 8. října 1903 opět v chrámu Zvěstování v Kazani.
Po úmrtí jeho ženy dne 23. února 1905 byl přijat do Trojicko-sergijevské lávry.
Dne 15. dubna 1907 byl převeden do Počajivské lávry, kde byl 7. června postřižen na monacha a přijal mnišské jméno Avraamij. Dne 10. června 1907 byl povýšen na archidiákona. Stal se vedoucím sboru lávry.
Dne 5. května 1909 byl převeden do Alexandro-Něvské lávry.
Dne 17. ledna 1917 se stal rizničim (stará se o sakristii) a členem Duchovního soboru lávry.
Dne 25. února 1917 byl arcibiskupem finským a vyborským Sergijem (Stragorodským) rukopoložen na jeromonacha. Následující den byl povýšen na archimandritu.
Od 21. prosince 1917 do 27. ledna 1918 byl dočasným představeným lávry.
Poté co lávru převzali renovacionisti, odešel. Dne 5. prosince 1922 biskup petěrgofský Nikolaj (Jaruševič) vydal dokument o jeho propuštění na odpočinek mimo petrohradskou eparchii.
V lednu 1923 odešel do Rjazaně. Asi rok a půl vykonával bohoslužby v domě, aniž by sloužil ve farnostech.
Na žádost biskupa vladimirského a zvenigorodského Nikolaje (Dobronravova) se stal duchovním v Kovrově.
V únoru 1926 jej patriarchální "locum tenens" metropolita Sergij (Stragorodskij) povolal do Nižního Novgorodu, kde byl 7. března rukopoložen na biskupa syzraňského a vikáře uljanovské eparchie.
Bojoval proti renovacionismu.
Dne 10. května 1928 přestal spravovat syzraňský vikariát.
Dne 19. září 1928 byl jmenován biskupem nolinským a vikářem vjatské eparchie.
Od 20. října 1928 působil jako biskup skopinský a vikář rjazaňské eparchie.
Dne 16. července 1930 podal metropolitu Sergijovi (Stragorodskému) žádost o odchod na odpočinek. Dne 30. července bylo jeho žádosti vyhověno. Důvodem jeho odchodu byl zdravotní stav a finanční problémy, kdy nemohl platit daň státu.
Dne 16. září 1931 byl ustanoven biskupem marijským a vikářem nižněnovgorodské eparchie.
Dne 8. května 1935 se stal biskupem penzenským a saranským. Nestihl ani opustit město Joškar-Ola, protože byl 23. května zatčen a uvězněn ve vnitřní věznici NKVD v Marijské autonomní oblasti. Byl obviněn z propagandy kontrarevolučních monarchistických myšlenek a organizování tajných setkání věřících na počest monarchistických pogromistů (tak byla považována bohoslužba za Ioanna Kronštadtského.
Při výsleších provedených 23. a 26. května, 20. července, 17. srpna 1935 a konfrontacích 7. a 17. srpna, nepřiznal svou vinu na kontrarevoluční činnosti a deklaroval loajalitu sovětské vládě.
Nejpozději 23. září 1935 byl penzionován.
Dne 16. listopadu 1935 byl na zvláštním zasedání NKVD odsouzen ke třem letům vyhnanství v Severním kraji.
Žil v Archangelsku, kde byl 15. prosince 1937 znovu zatčen. Při výslechu kategoricky odmítl všechna obvinění z kontrarevoluční činnosti. Dne 4. ledna 1938 byl Trojkou NKVD Archangelské oblasti odsouzen k trestu smrti. Rozsudek byl vykonán 12. ledna. Pohřben byl v hromadném hrobě, jehož místo není známo.